# سامانثا إليس
سامانثا إليس (بالإنجليزية: Samantha Ellis)‏ هي كاتِبة وكاتبة مسرحية بريطانية، ولدت في 1975.